# Rally RACE de España de 1974
El Rally RACE de España de 1974, oficialmente 22.º RACE Rally de España, fue la vigésimo segunda edición, la vigésimo cuarta ronda de la temporada 1974 del Campeonato de Europa y la decimosegunda de la temporada 1974 del Campeonato de España de Rally. Se celebró del 25 al 27 de octubre.

## Clasificación final
| Pos. | Piloto                | Copiloto              | Automóvil      | Tiempo  | Diferencia |
| ---- | --------------------- | --------------------- | -------------- | ------- | ---------- |
| 1.   | Antonio Zanini        | Eduardo Martínez-Adam | SEAT 1430-1800 | 3:35:18 | 0.0        |
| 2.   | Juan Carlos Pradera   | Ricardo Comyn         | SEAT 1430-1800 | 3:39:46 | +4:28      |
| 3.   | Estanislao Reverter   | Antonio Reverter      | BMW 2002 Tii   | 3:43:15 | +7:57      |
| 4.   | Beny Fernández        | «Enrique»             | BMW 2002 Tii   | 3:56:47 | +21:29     |
| 5.   | Genito Ortiz          | María Jesús Cabal     | Simca 1200 S   | 4:02:59 | +27:41     |
| 6.   | «Cid»                 | Miguel Brasa          | SEAT 1430-1800 | 4:04:24 | +29:06     |
| 7.   | José Antonio Zorrilla | Begoña Kaibel         | SEAT 1430-1600 | 4:07:59 | +32:41     |
| 8.   | Jaime Bruixeda        | F. Dreyer             | Simca 1200 S   | 4:16:08 | +40:50     |
| 9.   | Jesús Manso           | E. Prieta             | Simca 1200 S   | 4:23:22 | +48:04     |
| 10.  | Niki                  | T. Díaz               | SEAT 1430-1600 | 4:24:13 | +48:55     |